# Whit Merrifield
Whitley David Merrifield (nacido el 24 de enero de 1989) es un segunda base, jardinero derecho, jardinero central y jardinero izquierdo de béisbol profesional estadounidense de los Toronto Blue Jays de la Major League Baseball (MLB), anteriormente jugó para los Kansas City Royals.

## Carrera amateur
Merrifield se graduó de la Davie County High School en Mocksville, Carolina del Norte y jugó béisbol universitario en la Universidad de Carolina del Sur de 2008 a 2010. En 2008, jugó béisbol universitario de verano para los Yarmouth-Dennis Red Sox de la Cape Cod Baseball League, y en 2009 regresó a la liga para jugar con los Chatham Anglers. En el segundo juego de la serie de campeonatos en la Serie Mundial Universitaria de 2010, Merrifield conectó un sencillo impulsor ganador del juego en la parte inferior de la 11.ª entrada para darle a Carolina del Sur el campeonato. En sus tres años en Carolina del Sur, jugó 195 juegos y bateó .329/.389/.489 con 27 jonrones.

## Carrera profesional
Merrifield fue seleccionado por los Kansas City Royals en la novena ronda del draft de la Major League Baseball de 2010. Firmó con los Royals e hizo su debut profesional esa temporada con los Burlington Bees. En 47 juegos bateó .253/.317/.409 con cinco jonrones y 26 carreras impulsadas. En 2011, Merrifield jugó para los Wilmington Blue Rocks, donde bateó .262 con cinco jonrones y 36 RBIS. En 2012, tanto con Wilmington como con los Northwest Arkansas Naturals, compiló un promedio de bateo de .258 con nueve jonrones y 44 carreras impulsadas en 125 juegos entre ambos equipos. Pasó el 2013 con Northwest Arkansas donde bateó .270/.319/.391 con tres jonrones y 43 carreras impulsadas en 94 juegos.

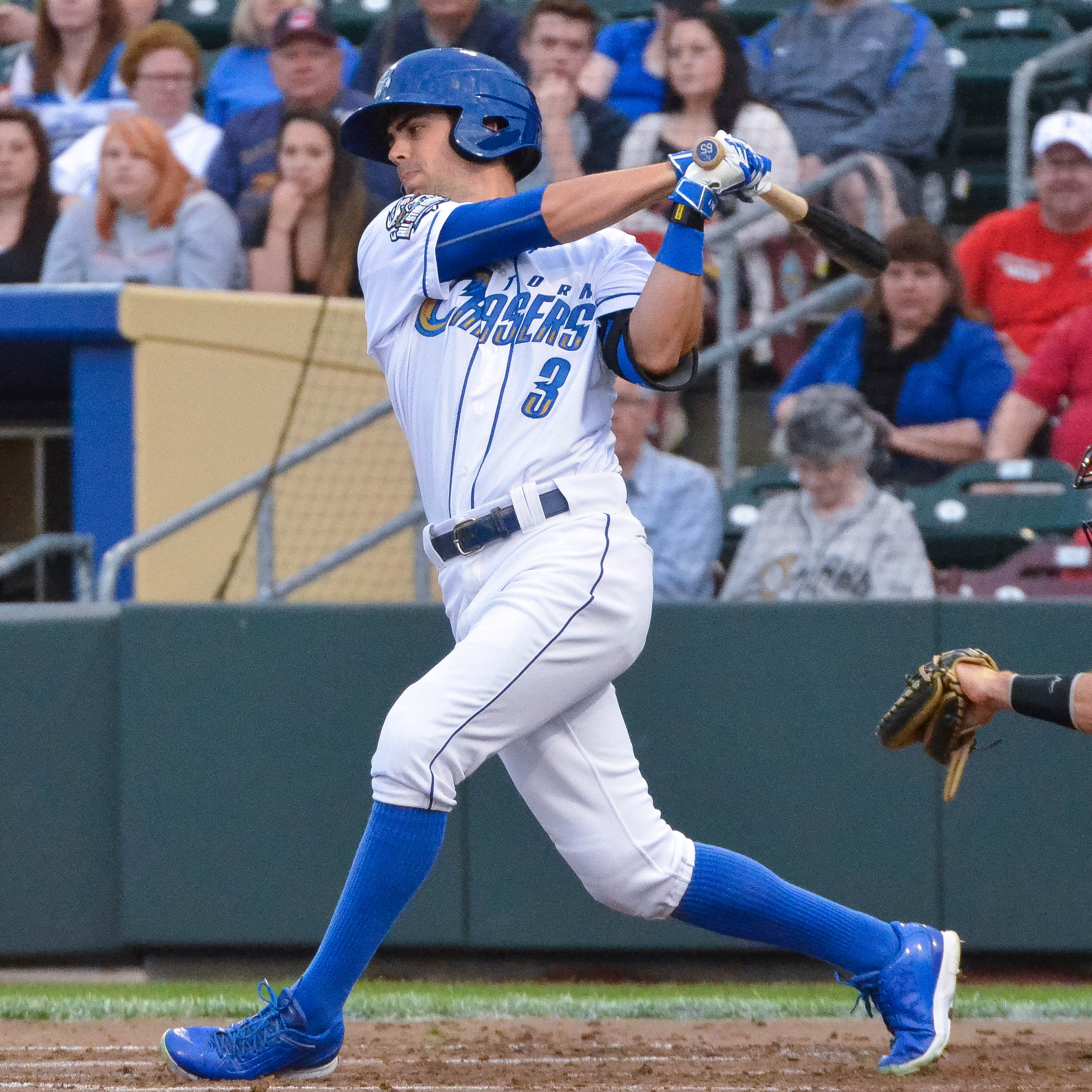
Merrifield bateó para los Omaha Storm Chasers, afiliados triple A de los Royals, en 2015

Merrifield regresó al noroeste de Arkansas para comenzar 2014 y fue ascendido a los Omaha Storm Chasers durante la temporada. En 120 juegos entre los dos clubes, redujo .319/.371/.470 con ocho jonrones y 49 carreras impulsadas. En 2015, Merrifield jugó para Omaha, donde registró un promedio de bateo de .265 con cinco jonrones y 38 carreras impulsadas en 135 juegos. Regresó a Omaha para comenzar la temporada 2016.
Merrifield hizo su debut en las Grandes Ligas con los Kansas City Royals el 18 de mayo de 2016, bateando instantáneamente en el tercio superior de la alineación y pronto tomando el puesto de segunda base titular de Omar Infante. Su primer hit en Grandes Ligas lo consiguió David Price.
El 13 de junio de 2016, Whit conectó su primer triple y un jonrón de Grandes Ligas contra los Indios de Cleveland. A principios de julio de 2016, una canción y un video tributo a Merrifield titulado "Cool Whit" se volvió viral en YouTube y Facebook, recibiendo cobertura en las noticias locales de radio y televisión de Kansas City. Las camisetas "Cool Whit" también circularon entre los fanáticos de los Royals. Fue enviado de regreso a Omaha en julio y retirado en septiembre. En 69 juegos con Omaha bateó .266 con ocho jonrones y 29 carreras impulsadas, y en 81 juegos con Kansas City compiló un promedio de bateo de .283 con dos jonrones, 29 carreras impulsadas y 22 dobles.
En 2017, Merrifield comenzó la temporada con Omaha, pero fue retirado en abril después de nueve partidos y pasó el resto de la temporada con Kansas City. Con los Reales, bateó .288 en 145 juegos con 19 jonrones, 78 carreras impulsadas y lideró la Liga Americana con 34 bases robadas, la menor cantidad total para un líder de la liga desde que Luis Aparicio lideró la Liga Americana con 31 en 1962.
En 2018, Merrifield bateó .304/.367/.438 y lideró las mayores en hits (192) y bases robadas (45).
En 2019, bateó .302/.348/.463 y lideró las ligas mayores en juegos (162), al bate (681), sencillos (139), triples (10) y porcentaje de drive de línea (28.2%), mientras que robó 20 bases y lideró las mayores en robos (10).
En general, con los Kansas City Royals de 2020, Merrifield bateó .282 con nueve jonrones y 30 carreras impulsadas en 60 juegos.

## Carrera internacional
El 10 de septiembre de 2018, fue seleccionado por MLB All-Stars en las 2018 MLB Japan All-Star Series.

## Vida personal
Merrifield es un cristiano. Se casó con su esposa, Jordan Michael, el 28 de diciembre de 2019.
El padre de Merrifield, Bill, jugó béisbol universitario para la Universidad Wake Forest y pasó seis temporadas en las ligas menores, principalmente como tercera base. En septiembre de 1987, Bill Merrifield estuvo brevemente en la lista activa de los Piratas de Pittsburgh, pero fue enviado a la Liga Instruccional de Florida sin hacer una aparición en la MLB, lo que lo convirtió en un "jugador fantasma".